# MSC Lirica
O MSC Lirica é um navio de cruzeiro operado pela MSC Crociere. Parte da classe que leva o seu nome, foi o primeiro navio de cruzeiro a ser construído para a companhia. É gêmeo do MSC Opera, e semelhante ao MSC Armonia e ao MSC Sinfonia. 
Originalmente, tinha capacidade para acomodar 2.069 passageiros em 780 cabines, números que aumentaram em 2015, quando foi renovado e ampliado em estaleiro.
Em 2011/2012, se tornou o primeiro navio da frota da MSC Cruzeiros a operar regularmente nos Emirados Árabes, oferecendo cruzeiros partindo de Abu Dhabi e Dubai . 
Antes, tinha realizado duas temporadas no Brasil e América do Sul, e diversas na Europa e Caribe. 
No final de 2014, retornou ao Brasil para embarques no Rio de Janeiro, substituindo o MSC Orchestra, navio que até então vinha realizando roteiros partindo da capital carioca. Antes de seguir para a China e outros destinos ao redor do mundo, ainda retornou ao país na temporada 2015/2016 .
Cerca de sete anos após se despedir do Brasil, retornou a águas nacionais no fim de 2023, passando a realizar cruzeiros partindo de Paranaguá e Itajaí.
Já na temporada 2025/2026, passa a oferecer um novo itinerário pelo litoral brasileiro que inclui paradas em destinos nas regiões Sul e Sudeste do país.